# Mongoland
Mongoland är en norsk romantisk komedifilm från 2001 i regi av Arild Østin Ommundsen, med Pia Tjelta, Vegar Hoel och Kristoffer Joner i huvudrollerna. Den utspelar sig i Stavanger kring jul och handlar om en kvinna som återvänder efter ett halvår i England. Hon letar efter sin pojkvän och träffar längs vägen en rad mer eller mindre missnöjda människor. Filmen var en lågbudgetproduktion som gjordes av filmstudenter. Den hade biopremiär 26 november 2001 och hade 90 000 biobesökare i Norge.

## Medverkande
- Pia Tjelta som Pia
- Vegar Hoel som Vegar
- Kristoffer Joner som Kristoffer
- Reidar Ewing som Wayne
- Gaute Garlid som Gaute
- Stian Kristiansen som Stian
- Gary Cranner Lubovich som Gary
- Silje Salomonsen som Silje
- Kyrre Haugen Sydness som Kyrre